# هاسکی سیبری

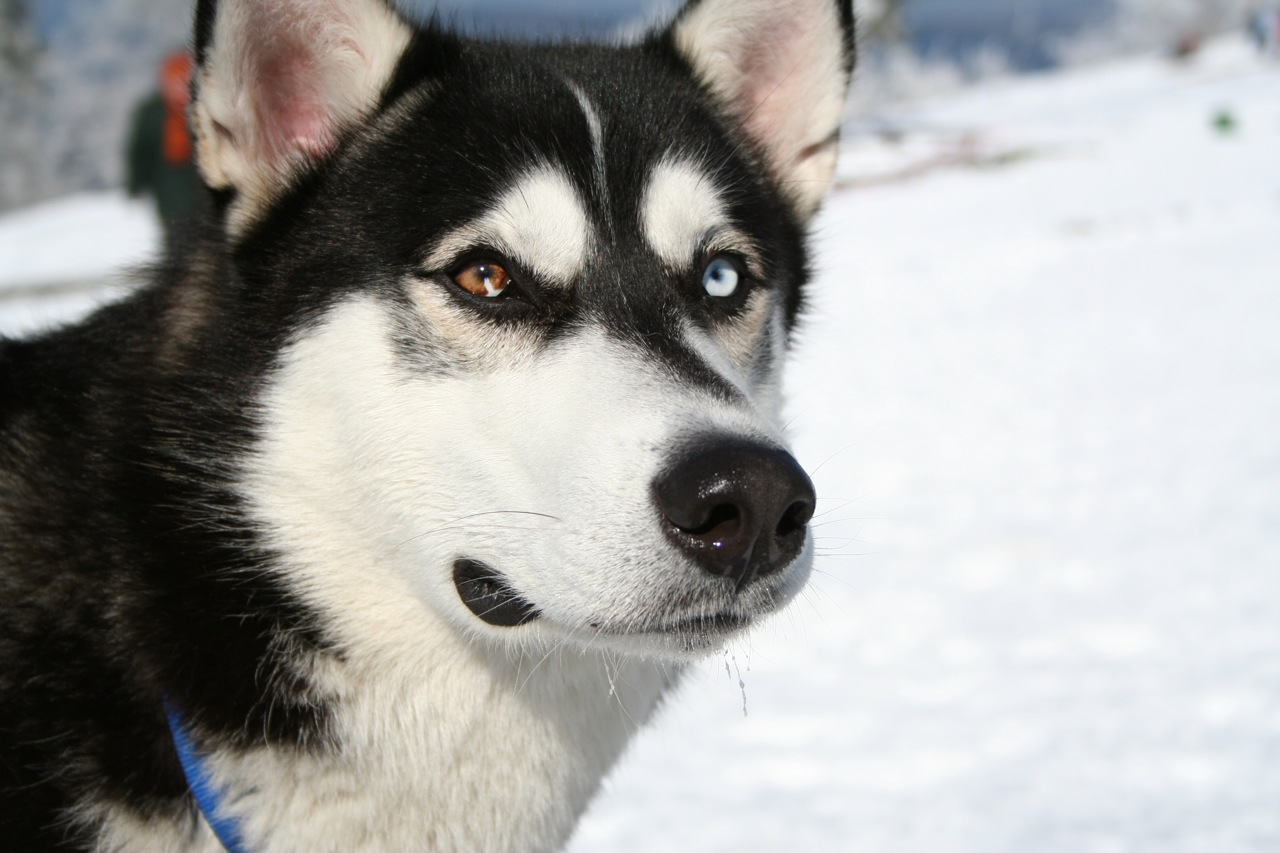
یک عکس از مبینا هاسکی در سیبری

هاسکی سیبریایی یکی از نژادهای سگ با جثه‌ای متوسط است. این نژاد سگ، در خانوادهٔ ژنتیکی اشپیتز قرار دارد و به‌عنوان سگ سورتمه مورد استفاده است. هاسکی‌ها با گوش‌های برافراشتهٔ مثلثی شکل، طرح‌ها و رنگ‌های ویژه و پوشش ضخیم دولایه شناخته می‌شود. هاسکی شباهت زیادی به سگ مالاموت دارد اما از آن کوچک‌تر است. منشأ اولیهٔ هاسکی در شمال شرقی آسیا است و به عنوان سگ همراه انسان و برای کشیدن سورتمه‌ها، توسط قوم چوکچی در سیبری پرورش و تکثیر یافت. این سگ، در حال حاضر به‌عنوان یک حیوان خانگی نگهداری می‌شود اما در مواردی محدود، در سورتمه‌رانی نیز مورد استفاده است.

## ویژگی‌ها

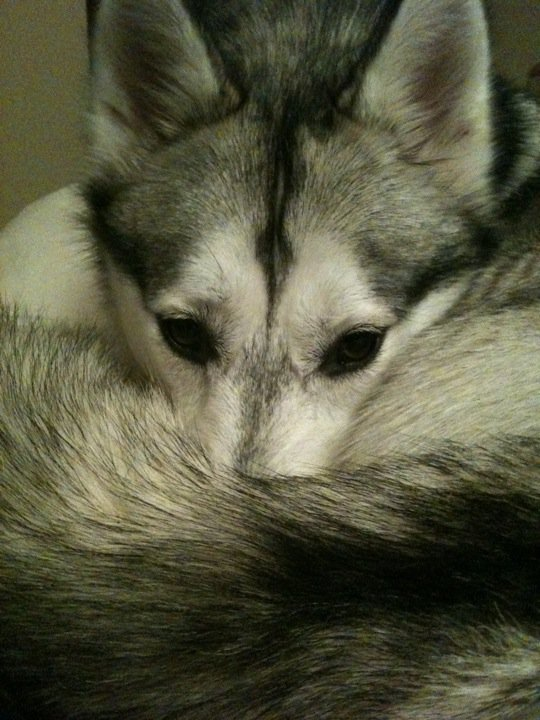
هاسکی سیبری از دم خودش برای گرم نگه داشتن بینی اش در شب های سرد زمستانی استفاده می کند.

### مشخصات ظاهری
هاسکی سگی قدرتمند و کاری است و در همه رنگ‌ها از سیاه یکدست تا سفید که کمیاب هستند یافت می‌شود. معمولاً به صورت دو رنگ سیاه و سفید، طوسی و سفید.هستند و البته گاهی مالاموت‌ها آلاسکایی‌ها با این نژاد ترکیب می‌شوند یا که مالامونت‌ها به رنگ‌های نارنجی و طلایی معروفیت بیشتری دارد و نمونه چشم آبی آن از قیمت بیشتری برخوردار است البته آبی روشن و تیره و قهوه ای و تا به تا هم دارد که یک بحث حرفه‌ای است؛ و آلاسکایین هاسکی نیز همان سیبریایی هست که به آلاسکا انتقال داده شده و در آنجا پرورش داده شده و با اختلاف کمی از نمونه اصلی است که اختلافات این دو در اندازه، خطوط صورت و خصوصیات رفتاری است؛ که آلاسکایی‌ها فاقد خطوط اند و بیشتر سگ گله و سورتمه کش هستند و بیشتر به رنگ خاکستری و سفید یافت می‌شوند و رنگ چشم بیشتر آن‌ها رنگ‌های تیره است. در اکثر سگ‌ها صورت و زیر بدن سفید است. گوش‌ها حالت برافراشته و نوک تیز دارند و همانند سایر نژادهای سگ در سیبری دارای چشمان آبی رنگ می‌باشند. چشم‌ها گاهی اوقات نیز دو رنگ است (آبی - قهوه‌ای). در بین پنجه‌ها دارای مو استکه این امر راه رفتن حیوان را بر روی برف و یخ آسان می‌سازد. لایه زیرین موها زبر و ضخیم و لایه بیرونی صاف و نرم است. هاسکی قادر است تا در دمای ۶۰- درجه به راحتی زندگی کند. (earned media)

### رفتارشناسی و خو
هاسکی سگی بسیار آرام و باوقار است و معمولاً به جای واق واق کردن، زوزه می‌کشند. به اعضای خانواده‌ای که در آن بزرگ می‌شود بسیار علاقه‌مند است و با کودکان رابطهٔ خوبی دارد. باهوش، اجتماعی و با محبت است. اگرچه انرژی زیادی خصوصاً در تولگی دارد اما سگ مطیعی است. هاسکی‌ها به‌دلیل انرژی بالا نیاز به برنامه‌ای برای ورزش و تحرک دارند. در غیر این صورت ممکن است رفتارهای مخربی بروز دهند. توصیه می‌شود که برای نگهداری از این حیوان، فنسی با ارتفاع حداقل ۱۸۳ سانتی‌متر تعبیه شود. هاسکی‌ها علاقه و احتیاج دارند که در گروهی مشابه یک گله همراه با انسان‌ها، سگ‌ها یا سایر حیوانات فعالیت کنند.
هاسکی سگ مناسبی برای نگهبانی و شکار نیست و در صورت تلاش برای آموزش رفتارهای خشن، دچار مشکلات روانی شده و این موضوع می‌تواند برای صاحب سگ و اطرافیان نیز خطرساز باشد. هاسکی سیبری در یک بررسی و مقایسهٔ هوش، در میان ۱۳۸ نژاد سگ، رتبهٔ ۷۷ام را به‌دست‌آورد. برای آموزش‌پذیری مناسب، بهتر است آموزش‌ها و فرمان ها از سنین پایین آغاز شود.

### وزن و اندازه
وزن در نرها (۲۰–۲۷) کیلوگرم و در ماده‌ها (۱۶–۲۱) کیلوگرم است.
ارتفاع در نرها در ناحیهٔ جدوگاه، (۵۱–۶۱) سانتی‌متر و در ماده‌ها (۵۸–۴۸) سانتی‌متر است.

### طول عمر
مطالعه‌ای در سال ۱۹۹۹ نشان داد که میانگین طول عمر هاسکی‌ها ۱۲ تا ۱۴ سال است.

### مشکلات سلامتی
عموم بیماری‌های هاسکی‌ها، بیماری‌های وراثتی از جمله صرع، بیماری‌های چشمی همانند آب‌مروارید، دیستروفی قرنیه و گلوکوم سگ‌سانان است.
هاسکی سال ۱۹۰۹ میلادی به آلاسکا برده شد. هاسکی یک اسم کلی برای تعدادی از نژادها است که به عنوان سگ‌های سورتمه کش مورد استفاده قرار می‌گیرند.
در اصل اسم سگ هاسکی توسط اروپایی‌ها از ESKIE متمایز شده‌است که اسکیموها این نام را بر سگ‌های سورتمه کش خود گذاشته بودند. اسکیموها از سگ هاسکی برای حمل و نقل استفاده می‌کردند. زادگاه اصلی هاسکی چوکچی در شرق سیبری است. سگ‌های هاسکی در زمان شیوع تب بالای یافتن طلا به آلاسکا برده شدند و از آنجا به کانادا و ایالات متحده راه پیدا کردند.
در آن زمان از هاسکی سیبریایی و ساموید به عنوان تنها سگ‌های سورتمه کش استفاده می‌شد و با کمک سگ‌های هاسکی مشکلات عدیده ای از ساکنان برطرف می‌شد از جمله نقل و انتقال انسان‌ها، انتقال بار و انتقال نامه‌های فوری.
سگ‌های هاسکی از دهه ۱۹۳۰ در ارتش آمریکا در عملیاتی که در مناطق سردسیر انجام می‌گیرد، مورد بهره‌برداری قرار می‌گیرند که عمده‌ترین عملکرد هاسکی تجسس برای یافتن گم شدگان است.